# Barotse Floodplain

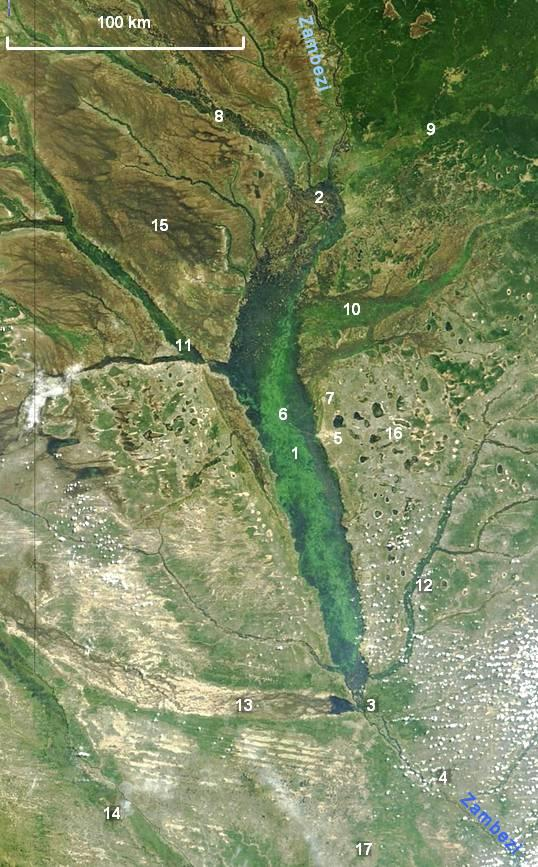
Zdjęcie satelitarne NASA pokazujące Barotse Floodplain jako jasnozielony do ciemnoniebieskiego obszar pośrodku. 1 Zambezi płynie z północy na południe przez środek rozlewisk; 2 zbieg rzek (od lewej do prawej) Lungwebungu, Południowej Kashiji, Zambezi i Kabompo tworzy początek obszaru; 3 koniec obszaru zalewowego na południe od Senangi; 4 wodospady Ngonye Falls na Zambezi; 5 Mongu, stolica Barotse; 6 Lealui, osada Litungów na rozlewiskach; 7 Limulunga, osada Litungów podczas powodzi, 8 bagna i rozlewiska rzeki Lungwebungu; 9 Kabompo odrowadzająca wodę z Cryptosepalumowych lasów deszczowych, jednego z ekoregionów Zambii; 10 obszar zalewowy Lueana Flats; 11 obszar zalewowy rzeki Luanginga w pobliżu Kalabo; 12 rzeka Lui z wąskim rozlewiskiem; 13 rozległy obszar zalewowy niosący wody z angolskiej rzeki Cuando; 14 rozlewisko rzeki Cuando na granicy angolsko-zambijskiej; 15 Park Narodowy Liuwa Plain; 16 ekoregion środkowozambijskich lasów miombo na zachód od Mongu; 17 Park Narodowy Sioma Ngwezi.

Barotse Floodplain, Zambezi Floodplain, Bulozi Plain, Lyondo (pl. Obszar zalewowy Barotse) – jeden z największych trawiastych obszarów zalewowych Afryki, położony na rzece Zambezi na terenie Prowincji Zachodniej w Zambii. Obszar zajmujący powierzchnię 9 tys. km² objęty jest konwencją ramsarską.

## Topografia
Obszar stanowi równinny płaskowyż o elewacji od 914 do 1218 m n.p.m., lekko pochylający się ku południu. Poziom wód Zambezi i jej głównych dopływów podnosi się na północy w trakcie silnych opadów (1400 mm rocznie) występujących w porze deszczowej, trwającej od października do maja. Powodzie schodzą w dół rzek formując płaską równinę z piasków niesionych z pustyni Kalahari na odległość ok. 500 km. Na południu twardsze skały wstrzymują masy wody działając trochę jak tama. W tym miejscu formują się wodospady Ngonye Falls. Tutaj też kończą się ciągnące od Kalahari obszary zalewowe. Poniżej wodospadu rzeka płynie blisko dwa razy szybciej, tworząc węższą dolinę i będąc mniej podatną na wylewanie.
Obszar zalewowy Barotse rozciąga się od zbiegu rzeki Zambezi z Kabompo i Lungwebungu na północy do punktu położonego 230 km na południe, powyżej wodospadów Ngonye i na południe od Senangi. Szerokość obszaru wynosi około 30 km, sięgając 50 km w najszerszym miejscu, niedaleko na północ od Mongu, głównego miasta rozlewisk ulokowanego na ich brzegu. Główny obszar zalewowy zajmuje ok. 5500 km², jednak maksymalnie sięga 10 750 km², gdy rozlewiska kilku dopływów (np. Lueny) łączą się w jedno. Obszar zalewowy Barotse jest drugim co do wielkości w Zambii, po systemie jeziora Bangweulu, który różni się tym, że w jego skład wchodzi stałe jezioro i bagna, a obszar wysychający corocznie jest znacznie mniejszy.

## Okresowość
Najsilniejsze zalanie występuje na tym obszarze około 3 miesiące po maksimum pory deszczowej, które przypada na przełom stycznia i lutego.  Najwyższy poziom wody występuje zwykle w kwietniu, po czym opada ona od maja do lipca. W okresie tym następuje szybki wzrost traw, które pokrywają rozlewisko. Najniższy poziom wód przypada w listopadzie, kiedy to pokrywają one ok. 537 km² lagun, mokradeł i kanałów. Cofająca się woda odsłania żyzne szare i czarne ziemie pokryte warstwą piasku z Kalahari i mułu, zawierającego humus powstały z zabitych pierwszą falą i rozkładających się roślin. Powstała w ten sposób żyzna gleba z czasem twardnieje, wysuszana przez gorące słońce w porze suchej.

## Środowisko naturalne
Występują tu wody otwarte oraz obszary porośnięte roślinnością, zróżnicowane na wyżynne i nizinne.

### Flora
Roślinność wyniesionych terenów stanowią wiecznie zielone lasy liściaste i mieszane typu Brachystegia-Julbernadia z gatunkami Pterocarpus angolensis, Guibourtia coleosperma, Afzelia quanzensis, Baikiaea plurijuga, Julbernadia paniculata oraz Brachystegia spp. określanymi jako pospolite.
Na roślinność terenów nizinnych składają się formacje krzewiaste i trawiaste. Do tych pierwszych należą nadrzeczne lasy formowane przez kompleks 3 gatunków z rodzaju Syzygium. Tutejsze formacje trawiaste dzielą się na trzy grupy. Pierwszą stanowią sawanny zalewowe z dominacją Cynodon dactylon oraz rodzajów Eragrostis i Hacchypogon. Drugą – zbiorowiska trawiaste dolin rzecznych i dambos z gatunkami z rodzajów Hyparrhenia, Trichopteryx, Loudetia oraz Hyperthelia. Ostatnia grupa to równiny rzeczne porośnięte przez papirusy, ciborowate, Loudetia, Eragrostis oraz Aristida.

### Fauna
Bioróżnorodność faunistyczna rejonu jest dobrze poznana. Występują tu gnu pręgowane, koby liczi, sitatungi, puku, impale i topi. W wodach żyją hipopotamy i krokodyle nilowe. Spośród ptactwa wodnego żyją tu czapla biała, złotawa oraz siwa, marabut afrykański, pelikan różowy oraz ibis czczony.

## Ludność
Około 250 000 osób żyje na obszarze zalewowym wraz z podobną liczbą bydła, migrując na sawanny na jego krawędzi, gdy nadciąga powódź. Obszar ten jest jednym z najbardziej produktywnych, jeśli chodzi o hodowlę bydła w Zambii.
Lud Lozi trudni się także łapaniem ryb, których spożycie jest tu około pięciokrotnie wyższe niż średnia krajowa. Do ich łowienia używa się tu więcierzy, dzid i sieci skrzelowych. Tarło tutejszych ryb odbywa się tuż przed powodzią, gdyż pierwsza jej fala niesie wodę ubogą w tlen, przez co wiele dorosłych ryb ginie, w przeciwieństwie do ikry.
Lozi uprawiają na obszarze zalewowym również rośliny takie jak kukurydza, ryż, bataty i trzcina cukrowa. "Chude" miesiące trwają od listopada do grudnia. Zmagazynowane zapasy z poprzedniego sezonu są w tym czasie na wyczerpaniu i wymagają transportu podczas migracji. Zanikają również ryby, co związane jest z tarłem, a polowanie i łowienie zwierzyny, które mogłoby wypełnić tę lukę, jest już dla wielu osób niedostępne. Łowienie w pułapki ptactwa wodnego jest jedną z kilku alternatyw, by zakupić mąkę. Okresowość obszaru zalewowego determinuje więc sposób życia, ekonomię i kulturę Lozi, którzy są umiejętnymi budowniczymi łodzi, wioślarzami i pływakami.